# Agriophara dyscapna
Agriophara dyscapna es una especie de polilla del género Agriophara, familia Depressariidae.
Fue descrita científicamente por Turner en 1917.